# Kathedrale Unserer Lieben Frau (al-Hasaka)

Assyrische Kathedrale Unserer Lieben Frau in al-Hasaka, 2009

Die Kathedrale Unserer Lieben Frau (arabisch كنيسة السيدة العذراء للآشوريي oder كنيسة السيدة العذراء للآشوريين, Kirche der Frau Jungfrau, für die Assyrer) ist die Kathedrale des Bistums Syrien der Assyrischen Kirche des Ostens in al-Hasaka und somit das Zentrum der Assyrischen Kirche in Syrien.

## Standort
Die Kathedrale steht etwa 500 m nordöstlich vom Bahnhof Hasaka, etwa 200 m westlich vom Busbahnhof Hasaka, rund 1300 m nordwestlich der syrisch-orthodoxen Georgskathedrale, 300 m nördlich vom Gemüsemarkt Suq al-Hal (سوق الهال للخضار), 1500 m nördlich vom Fluss Chabur und 500 m westlich vom Fluss Dschaghdschagh.

## Geschichte
Al-Hasaka war vor dem Ersten Weltkrieg unbedeutend, und am Fluss Chabur lebten vor allem arabische Beduinen. Nach dem Völkermord an den syrischen Christen und an den Armeniern kamen zahlreiche christliche Flüchtlinge in die Stadt. Die Assyrer Nordostsyriens in der Assyrischen Kirche des Ostens stammten ursprünglich überwiegend aus der Provinz Hakkâri in der heutigen Türkei. Wegen der Massaker flohen sie zunächst nach Nordwestiran und gelangten von dort nach Irak, wo nach Verfolgungen in den 1930er Jahren ein Teil nach Syrien kam und sich am Fluss Chabur – außer in den neu gegründeten 36 Dörfern der Chabur-Assyrer auch in der Stadt al-Hasaka – niederließ. So entstand im heutigen Syrien erstmals ein Bistum der Assyrischen Kirche des Ostens. Vorübergehend war al-Hasaka im 20. Jahrhundert eine überwiegend christliche Stadt, wobei es neben Assyrern auch Chaldäer und Angehörige weiterer Kirchen gab. Erschwerend für die Assyrische Kirche wirkte sich eine neue Spaltung im 20. Jahrhundert aus, wodurch in Tell Hermez (Tell Hormiz, Tall Hirmiz, Txuma-Gawaya) am Chabur ab 1965 ein gegnerischer, am alten Kalender festhaltender Bischof residierte, der sich an einem Gegenpatriarchen in Bagdad, dem 1972 gewählten Mar Addai II. Givargis orientierte, während in al-Hasaka die Reformer ansässig waren, die als Mehrheit den gregorianischen Kalender übernahmen. Der Bischofssitz in al-Hasaka war aber lange vakant. Tell Arbush wurde wiederum ein chaldäisches, also mit Rom uniertes Dorf. Dürren führten bereits in den 1940er Jahren zu Abwanderung und einem zeitweiligen Bevölkerungsrückgang in den Dörfern am Chabur. Die assyrische Gemeinde in der Stadt al-Hasaka wuchs Ende des 20. Jahrhunderts dagegen rasch an durch Zuwanderung aus den Chabur-Dörfern und aus al-Qamischli, wo die assyrische Gemeinde von 200 auf 50 Familien abnahm, während al-Hasaka in den 1990er Jahren etwa 500 assyrische Familien hatte. So benötigte die assyrische Gemeinde von al-Hasaka eine neue Kirche. 
In den 1990er Jahren wurde die neue assyrische Kathedrale nahe beim Bahnhof und abseits der anderen, älteren Kirchen fertiggestellt und der Heiligen Jungfrau Maria geweiht. Am 3. Oktober 1999 wurde hier der 1963 in al-Hasaka geborene Aprim Athniel (Afram Athneil, arabisch أفرام أثنيل) von Mar Dinkha IV. in das Amt des assyrischen Bischofs von Syrien eingeführt. Als Daesch (IS) Ende Februar 2015 sämtliche Dörfer der Chabur-Assyrer überrante, wurde die assyrische Kathedrale von al-Hasaka Anlaufspunkt für die assyrischen Flüchtlinge. Der hier ansässige Bischof Aprim Athniel war es auch, der durch Spendensammlungen für Lösegelder vom Daesch entführte Assyrer freikaufte und so ihr Leben rettete. Die assyrische Gemeinde ist von der Massenflucht noch stärker betroffen als die anderen christlichen Gemeinden in al-Hasaka. Während diese grob etwa 60 % ihrer Mitglieder von 2010 bis 2019 verloren haben, ist die Zahl der assyrischen Christen sowohl im Bistum als auch in der Stadt al-Hasaka durch den Krieg um über 90 % gefallen.

## Architektur
Die aus Beton in West-Ost-Richtung gebaute, geostete Kirche ist eine moderne Saalkirche, die an bei den Längsseiten hohe, schmale, oben und unten halbkreisförmig abgerundete Fenster aufweist. Am östlichen Ende zum Kreisverkehr hin befindet sich hinter einem großen Rundbogen, an dessen beiden Seiten sich jeweils ein kleiner Rundbogen befindet, der Altar. An der Westseite ist eine Empore. An der südlichen Längsseite befindet sich mittig der Haupteingang, zu dem eine breite Treppe hinaufführt. Die Kathedrale hat in der Mitte des rund gewölbten Daches eine große Kuppel, die von der Dachkonstruktion getragen wird, und an der Westseite zwei Glockentürme mit kleineren Kuppeln.

## Bistum und Bischof
Die Kathedrale Unserer Lieben Frau von al-Hasaka ist Kathedralkirche des Bistums Syrien der Assyrischen Kirche des Ostens. Die Mitglieder dieser Kirche in Syrien sind im Gouvernement al-Hasaka konzentriert. Vor dem Bürgerkrieg in Syrien (2011) gab es im Gouvernement rund 19.500 assyrische Christen, davon 5000 in al-Hasaka, 700 in al-Qamischli, 600 in Tabqqa und 13.200 zu dieser Kirche gehörende Chabur-Assyrer. 2019 war ihre Zahl auf knapp unter 1000 gefallen, davon 300 in al-Hasaka und 40 in al-Qamischli, der Rest in den Dörfern am Chabur. Abgesehen von sehr kleinen Gemeinden in Damaskus und Aleppo gab es anderswo in Syrien fast keine Assyrer der Kirche des Ostens.